# Farmerlunge
Als Farmerlunge (syn.:  englisch farmer's disease, farmer's lung) wird eine Alveolitis exogen-allergischer Ursache bezeichnet.

## Symptome
3–12 Stunden nach meist massivem (Bsp. Stallarbeit) Allergenkontakt treten Fieber („Dreschfieber“), Atembeschwerden, Husten, Schüttelfrost und Kopfschmerzen auf. Das Bild ähnelt einer Lungenentzündung. Innerhalb weniger Tage klingen die Beschwerden wieder ab. Bei der chronischen Form stehen oft nur die Symptome Husten und Atembeschwerden im Mittelpunkt, die über Monate bis Jahre anhalten.

## Ursache
Ursächlich wirken sensibilisierende organische Materialien vor allem aus Sporen von thermophilen Actinomyceten (Bakterium), Aspergillen und anderen Schimmelpilzen, ferner Bestandteile von Vogelfedern und Proteine von Insekten und Schalentieren. Mit der Entdeckung weiterer gefährdender Stäube muss gerechnet werden.
Intensivem Kontakt ist man besonders bei der Haltung von Vögeln (Kot und Staub) und der Arbeit mit verschimmeltem und anschließend getrocknetem Heu ausgesetzt. Als Allergene führen die eingeatmeten Schimmelbestandteile zu einer Entzündung der Lungenbläschen und des dazwischen liegenden Bindegewebes, die durch eine Immunkomplexreaktion (überwiegend Typ III) ausgelöst wird.

## Differentialdiagnose
Wichtigste Differentialdiagnose ist das Drescherfieber (ODTS, organic dust toxic syndrome), das durch Endotoxine als Bestandteil der Zellwand gramnegativer Bakterien verursacht wird. Das Drescherfieber ist nicht allergisch bedingt und kann daher bereits bei Erstkontakt auftreten.

## Folgen
Die akute Form heilt meist folgenlos ab. Bei der chronischen Form kann es unbehandelt und gelegentlich auch trotz Behandlung und Allergenkarenz zu einer Vernarbung des Lungengewebes (Lungenfibrose) kommen. Dies kann zu Atembeschwerden (respiratorische Insuffizienz) und zu einer Erhöhung des Blutdrucks im kleinen Kreislauf mit nachfolgender Rechtsherzbelastung führen (Cor pulmonale).

## Therapie
Der Patient oder die Patientin sollte Kontakt mit dem Allergen vermeiden. Falls dies nicht möglich ist, muss ein Atemschutz getragen werden. Bei der chronischen Form sollte eine Kortisongabe erwogen werden.
Bei der Farmerlunge handelt es sich um eine meldepflichtige Berufskrankheit.